# 무성 연구개 파찰음
무성 연구개 파찰음은 혀의 뒷부분으로 연구개를 막은 다음 기류를 천천히 터트리면서 마찰하면서 나오는 닿소리이다. 국제음성기호로 [kx]로 나타낸다.

## 발음의 예
- 라코타어:  홀소리 /a, ã, o, ĩ, ũ/ 앞에 오는 /kʰ/에서 변이음으로 난다.
- 한국어: 홀소리 'ㅡ' 앞에 오는 ㅋ(/kʰ/)에서 변이음으로 난다.
- 나바호어: 홀소리 /o, a/ 앞에 오는 /kʰ/에서 변이음으로 난다.
- 스위스 독일어: k와 ck에서 이 소리가 난다.
- 코사어: krh에서 유기음으로 난다.